# Etenă
Etena sau etilena este cea mai simplă alchenă și are formula chimică C2H4 și formula structurală CH2=CH2.

## Structură
Această hidrocarbură are patru atomi de hidrogen legați de o pereche de atomi de carboni care sunt la rândul lor legați printr-o legătură dublă. Toți cei șase atomi din molecula de etilenă sunt coplanari.
Este un compus nestabil termodinamic in raport cu elementele componente. Inerția legăturilor chimice este mai mare decât entalpia liberă a reacțiilor de descompunere.

## Utilizări

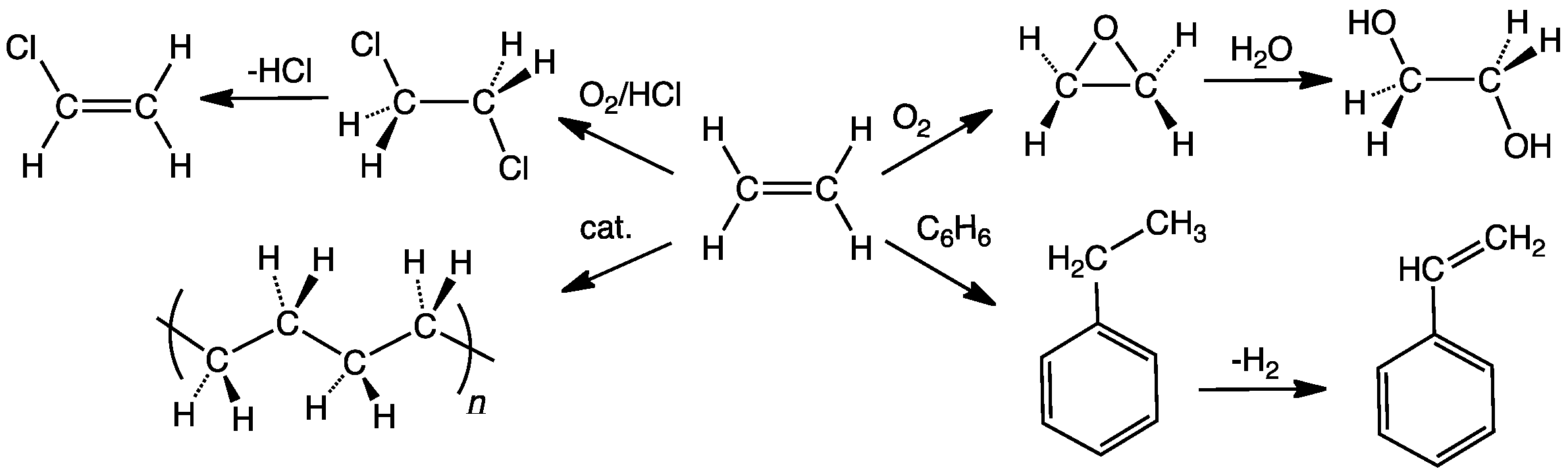
Principalele utilizări ale etilenei

Cele mai importante reacții ale etilenei din punct de vedere industrial sunt: polimerizarea, oxidarea, halogenarea și hidrohalogenarea, alchilarea și oligomerizarea.